# هابيل سيغوفيا
فرانسيسكو هابيل سيجوفيا فيغا (بالإسبانية: Abel Segovia)‏ (مواليد 2 سبتمبر 1979 في إشبيلية، منطقة أندلوسيا) هو لاعب كرة قدم، يلعب لنادي إيثيخا بالومبي في مركز خط الوسط.

## وصلات خارجية
- هابيل سيغوفيا على موقع قاعدة بيانات كرة القدم.إي يو (الإنجليزية)
- هابيل سيغوفيا على موقع Soccerway.com (الإنجليزية)
- هابيل سيغوفيا على موقع عالم كرة القدم.نت (الإنجليزية)

- BDFutbol profile
- Futbolme profile (بالإسبانية)